# Browningieae
Browningieae és una tribu que pertany a la família de les Cactaceae en la subfamília de les Cactoideae.
Les espècies de Browningieae són semblants a un gran arbust o petit arbre. Les seves columnes no estan estructurades o organitzades. Les costelles són generalment molt espinoses. Les flors que són grans o mitjanes solen obrir-se de nit. Les arèoles amb espines o cerdes. Els fruits són carnosos, calbs o amb espines. Les llavors són grans i sovint arrugades.

## Distribució
La tribu Browningieae es troba en la regió d'Amèrica del Sud als Andes i les Illes Galápagos. Va ser descrita el 1966 per Franz Buxbaum.

## Gèneres
Té els següents gèneres.
- Armatocereus
- Browningia
- Jasminocereus
- Neoraimondia
- Stetsonia